# Higham Ferrers
Higham Ferrers es un municipio situado en North Northamptonshire, en Inglaterra (Reino Unido). Según el censo de 2021, tiene una población de 8800 habitantes.